# Екранна клавіатура

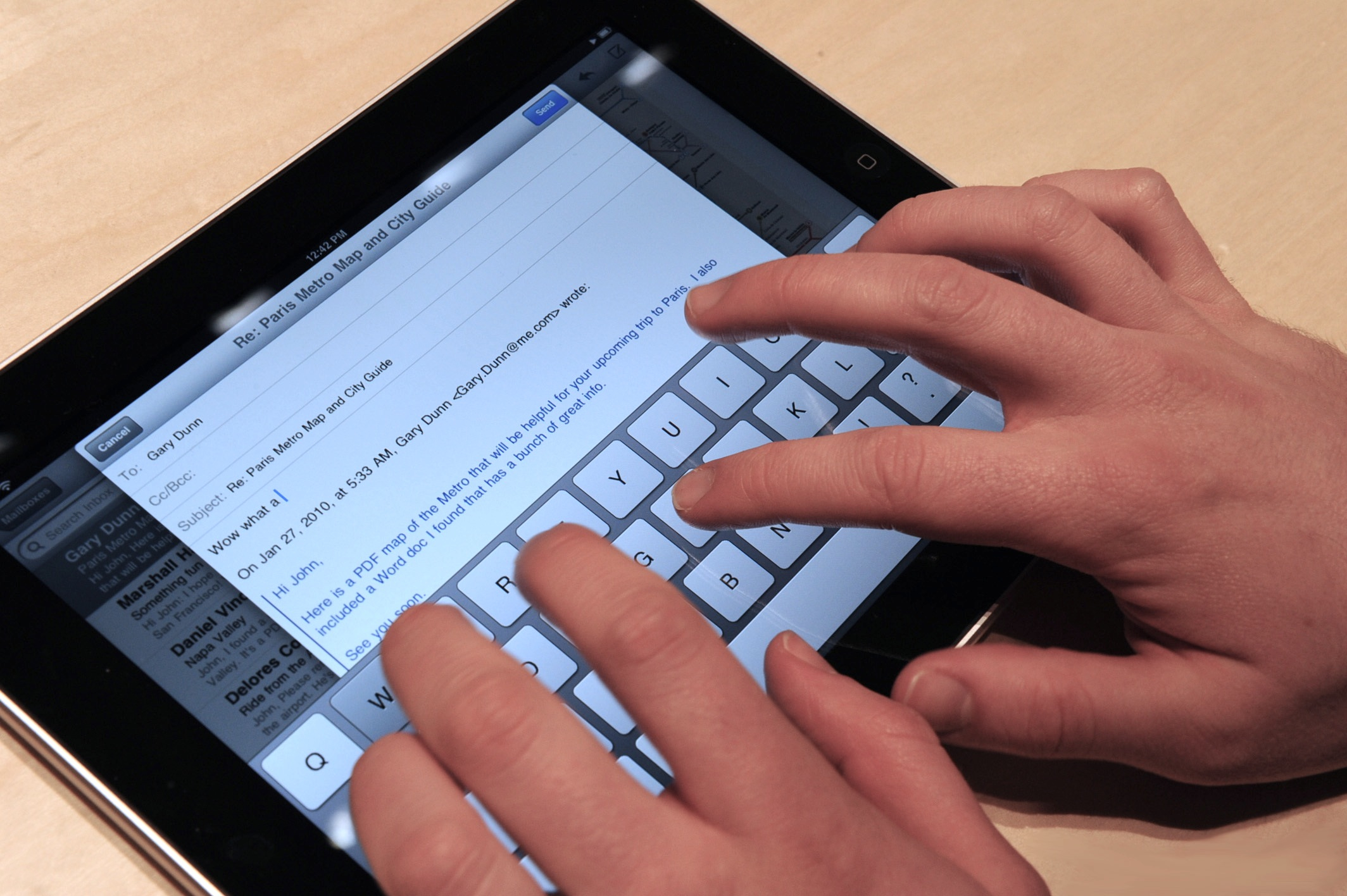
Віртуальна клавіатура на планшетному екрані

Екра́нна клавіату́ра (віртуальна клавіатура) — електронна клавіатура, яка викликається на екран монітору комп'ютера або ноутбука як окрема стандартна програма, яка входить до числа сімейства ОС Windows, також присутня в планшетах та смартфонах під керуванням iOS, Android та інших ОС в тому числі й на SMART та Android телевізорах.
Для її активізації або виклику на екран, користувач повинен натиснути на спеціальне поле інтерфейсу користувача, де є можливість вводити будь-які дані, або за допомогою спеціальної віртуальної кнопки позначеної символом "клавіатура", руху пальцем знизу до гори екрану або жестом, щоб вона витягнулась (сплила) на екран для введення потрібної алфавітно-цифрової інформації. Натискання на клавіші можливо здійснювати курсором миші на ПК, або для сенсорних екранів — пальцем користувача або спеціальним стилусом для таких екранів.
Така клавіатура має декілька режимів роботи —  стандартна, цифрова, символьна та смайликова - в залежності від налаштувань та вподобань користувача та можливостей самого ПЗ такого типу.
Принцип роботи таких віртуальних клавіатур практично такий самий як і у фізичних їхніх прототипів, проте електронні мають куди більше змоги персоналізації та певних модифікацій й інших візуальних налаштувань.
Також існують різні сторонні програми таких клавіатур для мобільних пристроїв, проте рекомендується використовувати фірмові програми виробників пристроїв або ОС, так як сторонні розробники можуть зчитувати або використовувати та передавати ваші дані для третіх осіб.
Не рекомендується завантажувати такі програми з сторонніх сайтів чи сервісів розповсюдження ПЗ - так як вони можуть бути скомпрометовані або ж зламані хакерами.
Віртуальні клавіатури можуть використовуватися для зменшення ризику фіксування натиснення віртуальних клавіш. При цьому шкідливим програмам складніше отримувати дані, ніж при реальних натисканнях клавіш. Однак є ризик, що шкідлива програма буде робити скріншоти з регулярними інтервалами часу або після кожного клацання миші. Для позбавлення від цієї проблеми в Японії винайшли "фальшиві курсори" для віртуальних клавіатур, так званий алгоритм Symmetric Cursors, при якому по віртуальній клавіатурі крім справжнього курсору рухається велика кількість фальшивих курсорів. В результаті сканування екрану не визначить, куди дійсно спрямований курсор миші та які дані вводить користувач певного пристрою.